# دانيال كوشلاند
دانيال كوشلاند (بالإنجليزية: Daniel E. Koshland, Jr.)‏ هو عالم في مجال كيمياء حيوية ولد في 30 مارس 1920 في نيويورك (مدينة)، اشتهر بعمله في إنزيم حائز على جائزة قلادة العلوم الوطنية الأمريكية (1990.

## وصلات خارجية
- الموقع الرسمي لجائزة قلادة العلوم الوطنية الأمريكية